# Moses Lake, Washington
Moses Lake là một thành phố nằm trong quận Grant thuộc tiểu bang Washington, Hoa Kỳ.
Dân số là 20.366 theo điều tra dân số năm 2010. Moses Lake là thành phố lớn nhất ở quận Grant. Thành phố nằm trong vùng đô tiểu đô thị Moses Lake, bao gồm tất cả quận Grant, và là một phần của khu vực thống kê kết hợp Moses Lake-Othello.
Thành phố này được đặt tên theo. Theo điều tra dân số của Cục điều tra dân số Hoa Kỳ năm 2000, thành phố có dân số người.

## Địa lý
Theo Cục điều tra dân số Hoa Kỳ, thành phố có diện tích 30,9 km2, trong đó có 4,5 km2 là diện tích mặt nước.